# Стура-Хаммарский камень
57°51′14″ с. ш. 19°01′41″ в. д.
Стура-Хаммарский камень — картинный камень фаллической формы в Стура Хаммаре, местечке района Лэрбру на острове Готланд.
На камне вырезаны сцены мифологического, религиозного и исторического содержания: сцены жертвоприношения (предположительно, типа «кровавый орёл») на алтаре с валькнутом, драккар с воинами, воин перед повешеньем на дереве с изображением валькнута рядом.
Камень частично иллюстрирует легенду о Хильд, по другой версии — легенду о вечной битве (др.-сканд. Hjaðningavíg).